# Estadio Fritz Walter
El Fritz-Walter-Stadion es un estadio de fútbol ubicado en la ciudad de Kaiserslautern, en el estado federado de Renania-Palatinado, Alemania. Su equipo titular es el 1. FC Kaiserslautern, club que actualmente juega en la 2. Bundesliga. El estadio posee una capacidad para 46.000 espectadores.
Su dirección es Fritz-Walter Straße 11, 67653 Kaiserslautern.

## Historia

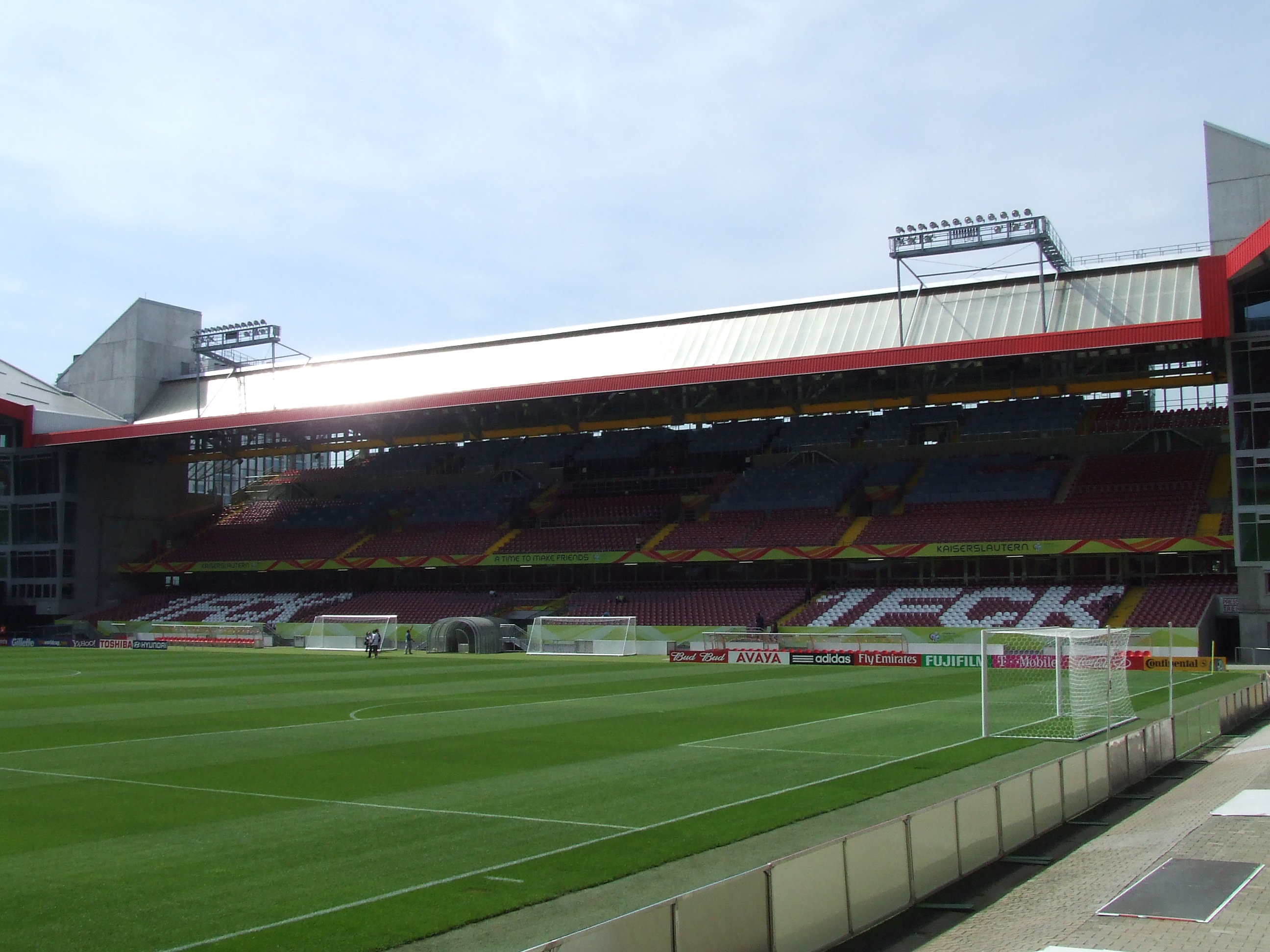
Interior del Fritz-Walter-Stadion.

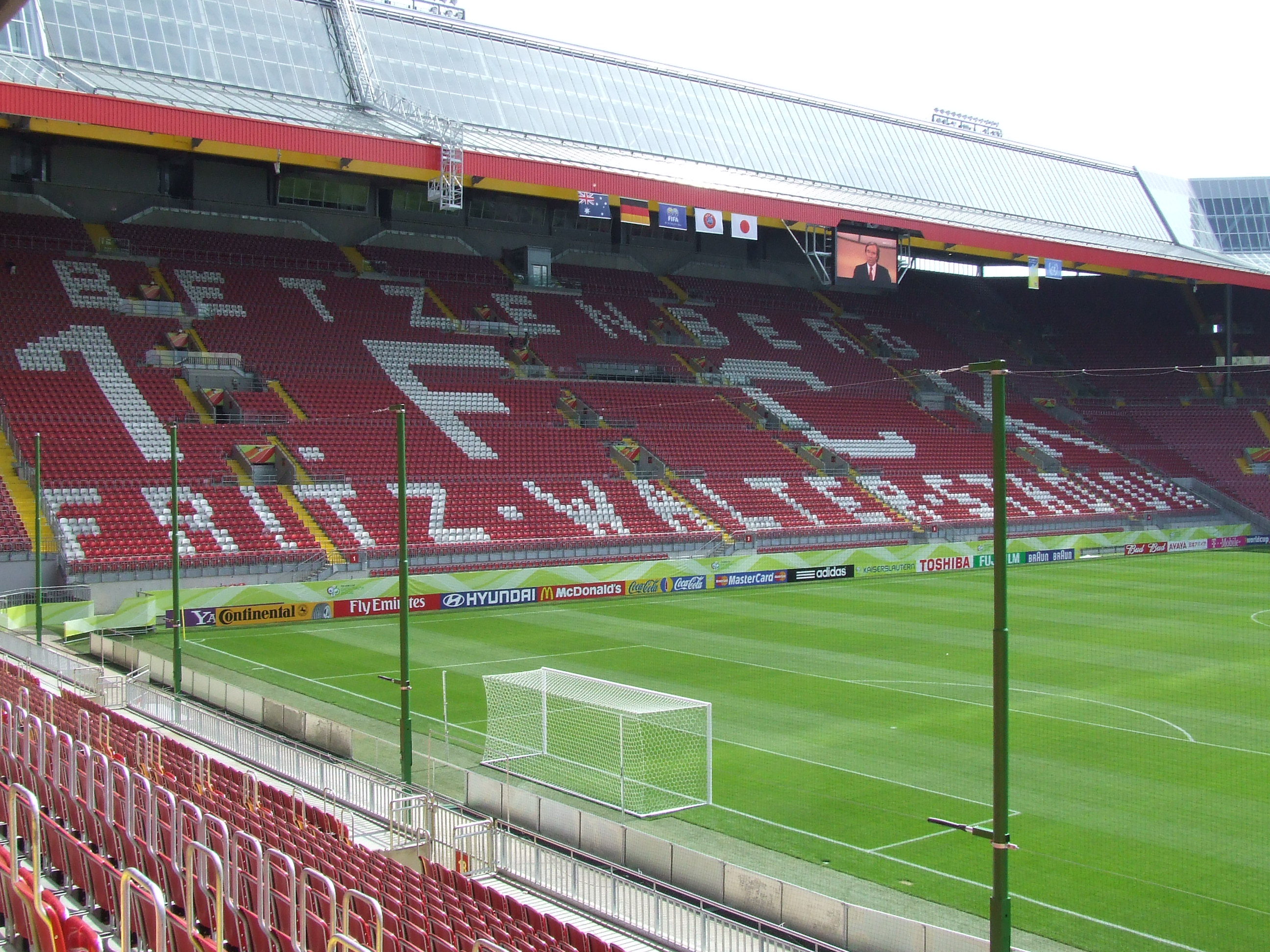

El Fritz-Walter-Stadion debe su nombre a Fritz Walter, capitán de la selección de fútbol de Alemania Federal que se coronó como campeona de la Copa Mundial de Fútbol de 1954, jugada en Suiza. Fritz Walter jugó en el 1. FC Kaiserslautern a lo largo de su carrera.
El estadio se encuentra construido sobre el monte Betzenberg, por lo que recibe el sobrenombre de Betze. Fue inaugurado en 1920.
Con motivo de la Copa Mundial de Fútbol de 2006, el estadio fue remodelado el año 2002. Antes de la remodelación, el recinto deportivo contaba con una capacidad de 38 500 espectadores, 18 600 de los cuales estaban de pie. Con la posterior renovación, la capacidad se incrementó hasta 49 780 espectadores, de los cuales 16 363 están de pie. El costo de la remodelación fue de € 76 500 000.

## Eventos

### Copa Mundial de Fútbol de 2006
El Fritz-Walter-Stadion fue una de las subsedes de la Copa Mundial de Fútbol de 2006. En este recinto se disputaron 4 de los 48 partidos de la primera fase.
El 12 de junio se enfrentaron las selecciones de Australia contra la Japón, en el duodécimo partido de la primera fase (12), correspondiente al grupo F, donde el resultado fue de 3:1 a favor de Australia. Los goles del seleccionado australiano fueron obra de Tim Cahill (en dos oportunidades) y John Aloisi. El único gol japonés fue marcado por Shunsuke Nakamura.
El vigesimoquinto partido de la primera fase (25) correspondiente al grupo E, disputado el 17 de junio entre las selecciones de Italia y Estados Unidos, terminó empatado 1:1. El gol a italiano fue marcado por Alberto Gilardino, mientras que el gol a favor de Estados Unidos fue un autogol del italiano Cristian Zaccardo.
El 20 de junio se disputó el trigésimo sexto partido de la primera fase (36), correspondiente al grupo B, donde se enfrentó a Paraguay contra la Trinidad y Tobago. El resultado fue de 2:0 a favor de los paraguayos, gracias a un autogol del trinitense Brent Sancho y un gol del paraguayo Nelson Cuevas.
En el cuadragésimo séptimo partido de la primera ronda (47), disputado el 23 de junio y correspondiente al grupo H, la selección saudí fue derrotada por 1:0 por la selección española, gracias a un solitario gol del español Juanito.
Además, en este recinto deportivo se disputó 1 de los 16 partidos de la segunda fase.
Se disputó el quinto partido de los octavos de final (53) el 26 de junio, donde se enfrentaron las selecciones de Italia y de Australia, con un triunfo de 1:0 a favor de los italianos. El único gol fue marcado por Francesco Totti.
Estos son los cinco partidos de la Copa Mundial que se disputaron en este recinto:
| Fecha               | Equipo #1      | Resultado | Equipo #2         | Ronda                 | Espectadores |
| ------------------- | -------------- | --------- | ----------------- | --------------------- | ------------ |
| 12 de junio de 2006 | Australia      | 3–1       | Japón             | Primera fase, Grupo F | 46 000       |
| 17 de junio de 2006 | Italia         | 1–1       | Estados Unidos    | Primera fase, Grupo E | 46 000       |
| 20 de junio de 2006 | Paraguay       | 2–0       | Trinidad y Tobago | Primera fase, Grupo B | 46 000       |
| 23 de junio de 2006 | Arabia Saudita | 0–1       | España            | Primera fase, Grupo H | 46 000       |
| 26 de junio de 2006 | Italia         | 1–0       | Australia         | Octavos de final      | 46 000       |